# Mandra, Haskovo
Mandra (în bulgară Мандра) este un sat în comuna Haskovo, regiunea Haskovo,  Bulgaria. 

## Demografie
Componența etnică a satului Mandra
     Bulgari (67,92%)
     Nicio identificare (31,44%)
     Altele (0,62%)
La recensământul din 2011, populația satului Mandra era de 477 locuitori. Din punct de vedere etnic, majoritatea locuitorilor (67,92%) erau bulgari. Pentru 31,44% din locuitori nu este cunoscută apartenența etnică.